# Hyperolius fasciatus
Hyperolius fasciatus és una espècie de granota de la família dels hiperòlids que viu a Angola.
Està amenaçada d'extinció per la pèrdua del seu hàbitat natural.